# Grit Schneider
Grit Schneider ist eine ehemalige deutsche Tennisspielerin.

## Werdegang
In den Jahren 1984, 1985, 1986, 1987 und 1988 wurde sie jeweils im Einzel Tennismeisterin der Deutschen Demokratischen Republik, im Doppel in den Jahren 1981, 1982, 1983, 1984, 1985, 1986, 1987 und 1988 sowie im gemischten Doppel in den Jahren 1988 und 1989. Die Titel von 1981 bis 1985 gewann sie als Spielerin des Vereins Chemie PCK Schwedt, zwischen 1986 und 1989 für den SC DHfK Leipzig. Schneider studierte an der Deutschen Hochschule für Körperkultur in Leipzig, ihre Diplomarbeit Die Entwicklung der DHfK 1987 wurde 1989 angenommen.
Weitere Erfolge errang Schneider unter anderem, als sie 1986 das Erfurter Tennis-Turnier und 1989 das Turnier in Friedrichshagen gewann. Sie verließ im Oktober 1989 die DDR über Ungarn und ging in die Bundesrepublik Deutschland. Dort wurde sie Ende November 1989 Mitglied des TC Blau-Weiß Neuss.